# Chris Innis

Christina Jean "Chris" Innis (ACE) est une monteuse américaine née à San Diego (Californie).

## Biographie
Elle fait des études de cinéma à l'Université de Californie à Berkeley, puis au California Institute of the Arts dont elle sort diplômée en 1991,.
Elle a créé avec son mari Bob Murawski Box Office Spectaculars, une société qui remastérise de vieux films culte pour les sortir en DVD ou Blu-Ray.

## Filmographie (sélection)
- 1991 : JFK d'Oliver Stone
- 1993 : Proposition indécente (Indecent Proposal) d'Adrian Lyne
- 1995 : Mort ou vif (The Quick and the Dead) de Sam Raimi
- 1997 : À armes égales (G.I. Jane) de Ridley Scott
- 2007 : Spider-Man 3 de Sam Raimi
- 2008 : Démineurs (The Hurt Locker) de Kathryn Bigelow
- 2016 : Ben-Hur de Timur Bekmambetov

## Distinctions

### Récompenses
- Oscars 2010 : Oscar du meilleur montage pour Démineurs
- BAFTA 2010 : British Academy Film Award du meilleur montage pour Démineurs